# Idiochlora viata
Idiochlora viata là một loài bướm đêm trong họ Geometridae.